# Snook (Texas)
Snook è un centro abitato degli Stati Uniti d'America, situato nella contea di Burleson dello Stato del Texas.
Snook è la patria di Frank Sodolak del Sodolak Original Country Inn, l'inventore e gestori del primo ristorante a servire il pollo fritto con pancetta (chicken fried bacon). Snook è anche sede della Slovacek Sausage Company e del Chilifest, un evento di beneficenza annuale che si tiene dal 1991 e che attira alcuni dei più grandi nomi della musica country per una 2 giorni di chili cook-off (competizione in cui i partecipanti cucinano chili con carne al barbecue) e concerto. Questo evento attira più di 50.000 persone ogni anno.

## Geografia fisica
Snook è situata a 30°29′25″N 96°28′11″W (30.490162, -96.469804).
Secondo lo United States Census Bureau, ha un'area totale di 2,0 miglia quadrate (5,2 km²).

## Società

### Evoluzione demografica
Secondo il censimento del 2000, c'erano 568 persone, 221 nuclei familiari, e 160 famiglie residenti nella città. La densità di popolazione era di 282,6 persone per miglio quadrato (109,1/km²). C'erano 252 unità abitative a una densità media di 125,4 per miglio quadrato (48,4/km²). La composizione etnica della città era formata dal 75,70% di bianchi, il 21,13% di afroamericani, lo 0,18% di asiatici, il 2,64% di altre razze, e lo 0,35% di due o più etnie. Ispanici o latinos di qualunque razza erano il 10,39% della popolazione.
C'erano 221 nuclei familiari di cui il 37,6% avevano figli di età inferiore ai 18 anni, il 51,6% erano coppie sposate conviventi, il 17,2% aveva un capofamiglia femmina senza marito, e il 27,6% erano non-famiglie. Il 24,0% di tutti i nuclei familiari erano individuali e il 10,9% aveva componenti con un'età di 65 anni o più che vivevano da soli. Il numero di componenti medio di un nucleo familiare era di 2,57 e quello di una famiglia era di 3,03.
La popolazione era composta dal 29,6% di persone sotto i 18 anni, il 10,6% di persone dai 18 ai 24 anni, il 27,3% di persone dai 25 ai 44 anni, il 19,2% di persone dai 45 ai 64 anni, e il 13,4% di persone di 65 anni o più. L'età media era di 32 anni. Per ogni 100 femmine c'erano 90,0 maschi. Per ogni 100 femmine dai 18 anni in giù, c'erano 84,3 maschi.
Il reddito medio di un nucleo familiare era di 34.722 dollari, e quello di una famiglia era di 37.656 dollari. I maschi avevano un reddito medio pro capite di 31.528 dollari contro i 23.125 dollari delle femmine. Il reddito medio pro capite era di 14.965 dollari. Circa il 14,7% delle famiglie e il 16,9% della popolazione erano sotto la soglia di povertà, incluso il 18,9% di persone sotto i 18 anni e l'11,8% di persone di 65 anni o più.